# Hyleoza
Hyleoza is een kevergeslacht uit de familie van de boktorren (Cerambycidae). De wetenschappelijke naam van het geslacht werd voor het eerst geldig gepubliceerd in 1987 door Galileo.

## Soorten
Hyleoza omvat de volgende soorten:
- Hyleoza confusa Tavakilian & Galileo, 1991
- Hyleoza lineata (Bates, 1869)